# 皮脂腺

皮脂腺は、一番下の矢印部分。

皮脂腺（ひしせん）は、皮膚の内部にある皮脂を分泌する小さい腺。脂腺とも。

## 機能
皮脂はワックスエステル、トリグリセリド、脂肪酸などから構成され、汗などの水分と混合することで乳化し、表面脂肪酸を構成し皮表を保護している（皮表膜）。皮表膜はpH4〜6で殺菌作用をもつ（酸外套）。また、皮脂には皮膚の不感蒸泄の抑制や保湿の働きがあり、角層の水分を保持する役割もある。
皮脂腺は、ヒトの場合、掌や足底を除くほぼ全身の皮膚（一部は粘膜）に分布し、多くは体毛に付属する器官として毛包上部に開口している。被髪頭部や顔面などの脂腺の多数密集する部位を脂漏部位 (seborrheic zone) という。頭皮は発達している例であり、髪を保護するために多量の皮脂を分泌する。しかし髪があまりにも長いと全体に皮脂が行き渡らないため、リンスやトリートメントを使用して補うことがある。一方、口唇や頬粘膜など体毛が欠如しており直接皮表に開口しているものを独立脂腺 (free sebaceous gland) という。
ストレスを受けると体内の活性酸素が急激に増加して皮脂腺が活発になるが、この時分泌された皮脂には通常より強い臭いを伴う。